# イトムカ鉱山
イトムカ鉱山（イトムカこうざん）は、北海道網走支庁（現・オホーツク総合振興局）管内常呂郡留辺蘂町（現・北見市留辺蘂町）にあった鉱山のことである。良質な水銀が採掘できる鉱山であり、最盛期の生産量は日本一であった。
座標：イトムカ鉱山イトムカ区（元山）

北緯43度40分36秒 東経143度9分50秒 / 北緯43.67667度 東経143.16389度
座標：イトムカ鉱山大町区

北緯43度38分59秒 東経143度14分12秒 / 北緯43.64972度 東経143.23667度

## 地名
イトムカの語義は不明だが、アイヌ語でそのまま読めば i-tomka（それ・輝かす）とも、i-tom-muka（それが輝く無加川）とも、i-tom-utka（それが輝く早瀬）とも解釈できる。アイヌ語地名研究家の山田秀三は、「鉱物が光って見えたものだろうか」と疑問を呈している。

## 歴史
1936年（昭和11年）の暴風雨の際、倒木の撤去作業中に、良質の辰砂を発見した。1941年（昭和16年）頃から、当時の野村財閥の資本にて本格的な採掘が始まる。主要鉱石が自然水銀という世界的にも珍しい鉱山であり（他の水銀鉱山においては辰砂が中心）、採掘機器の熱によって無機水銀中毒を引き起こす恐れのある水銀蒸気が発生したために防毒マスクを着用して採掘した（また、水銀蒸気に対する中和剤として硫黄合剤も坑内に散布された）。ただし、重労働による疲労と熱気などから、マスクを外してしまい無機水銀中毒にかかる者も多かったという。
一般的に辰砂が中心の水銀鉱山では、選鉱を行なわない（無選鉱）か、行なっても手選鉱に留める事が多いのに対し、イトムカ鉱山では粗鉱中に自然水銀が多く製錬を経ずに水銀の収集が可能である事、粗鉱が湿り気を帯びた粘土質であり直接の製錬が困難である事などから製錬の前に浮遊選鉱による選鉱を必要とした（自然水銀の大半は浮選工程の前段階である湿式クラッシャーに設置された、水銀の比重を利用した自然水銀捕集器で採取され、製錬を経ずに除塵され精製水銀として製品化された）。現在も保存されている選鉱場はこの名残である。製錬は一般的な蒸留製錬であり、当初は山元においてレトルト炉で鉱石が煆焼されたが、後に大町地区においてニコルス・ヘレショフ炉が用いられた。水銀鉱山は世界的に見ても前例が少なく、さらにイトムカ独特の自然条件が重なったため、選鉱や製錬は鉱山独自の研究による技術開発がすすめられた。
水銀が貴重な軍事物資だったこともあり、置戸町に支山を開発（終戦後に閉山）するなど増産を重ねて戦時中に生産量が最大となり、東洋一の規模を誇った。戦時中には水銀を使用した農薬の研究も行われ、戦後に旧野村鉱業から独立した北興化学工業の原型となった。
戦後の一時期は、野村財閥解体の余波や軍部が備蓄していた水銀ストックの市場放出による価格低迷などから、通常の水銀生産を中止して水銀系農薬を製造販売したり、食料対策用の農場で小豆を生産して羊羹を駅売りしたりするなど経営の混乱が見られた。しかし、1950年代以降は乾電池・蛍光灯・船底塗料などの材料として再び増産を開始、採掘が続けられた。その後はアラスカ産など安い海外産の鉱石にシェアを奪われ、採掘部門の縮小（不足分をアラスカ産鉱石で補充）や精錬所の改良などでコスト削減につとめていた。しかし、水俣病問題を発端とする公害問題により、重要な顧客であったソーダ工業での水銀使用廃止（1973年）などによって、水銀の需要が低下。1970年には大規模な人員整理が行なわれ、鉱山の規模が数十人に縮小した。1974年（昭和49年）に採掘を中止した。
なお、閉山後の多くの坑内労働者は技術者として日本各地のトンネル工事現場に請われ、新着のスーツを着てヤマを降りていったという。

## 企業城下町

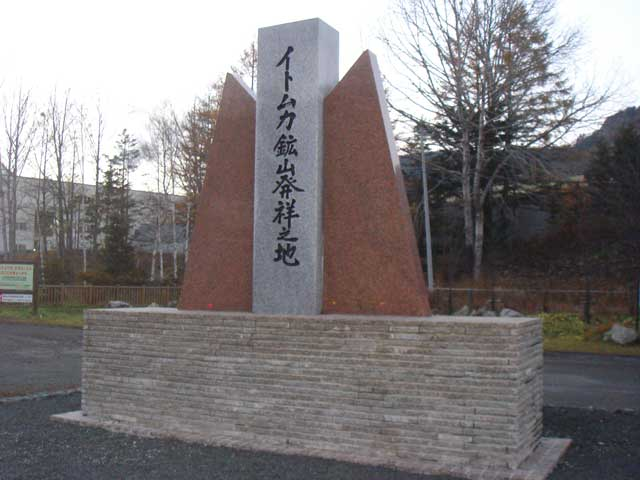
国道沿いに立つ記念碑

気象条件の厳しい山間僻地であったが、鉱山の操業が本格化するにつれて企業城下町が形成、最盛期には人口5,000人を超え、多数の近代的な住宅施設や小・中学校の文教施設、映画館などの娯楽施設が建設された。イトムカの鉱山町は、山元といわれる採掘を行っていたイトムカ地区と、大町区と呼ばれる選鉱・精錬・事務を行っていた地区に二分されていた。戦後、イトムカ地区は経営合理化などから次第に縮小し、1970年代には山元の労働者は大町区からバスで通勤する事となり、イトムカ地区は消滅した。1974年（昭和49年）の閉山後は大町も事実上消滅（後述の野村興産イトムカ鉱業所の従業員は自動車等で他地区から通勤）。同地区の多くは野村興産イトムカ鉱業所の敷地となっている。産業遺産として極めて重要とする声がある。
大町地区の野村興産イトムカ鉱業所内にある選鉱場は留辺蘂町（現：北見市）の登録文化財に登録されている。工場構内にあるため、一般観光客の見学は不可能である。
国道39号線からイトムカ鉱山へと向かう道路の国道との分岐点の一角には、「イトムカ鉱山発祥の地」の記念碑が建っている。

## タコ部屋労働
軍事物資としての需要もあり、鉱山の開発は急ピッチで行われた。このため、一部では労働者を拘束して働かせるタコ部屋労働が採られた。終戦直後、労働条件の改善を求めて彼らが暴動を発生させたことから、事実上、タコ部屋制度による採掘は中止に追い込まれた。

## 現在のイトムカ
鉱山としての使命は終えたイトムカであるが、閉山直後から水銀含有廃棄物の処理事業が開始された。現在、日本で唯一の水銀含有廃棄物の処理、リサイクル工場として野村興産イトムカ鉱業所が閉山翌年の1974年から操業している。1985年から廃乾電池類・1999年から廃蛍光灯の受け入れを行い全国の約6割に当たる約960市町村が本所に水銀廃棄物を委託し2025年時点で年間に電池約1.8万トン・蛍光灯7500トンを処理している。金属や樹脂を取り除き600-800℃の高温で気化させた後冷却して回収し一部は研究機関用の実験試薬や歴史的建造物向けの塗料の原料等認められた用途向けに販売する。
この他、鉱石の水銀を除去する委託精錬で年間に約50トンの水銀を取り出し銅・亜鉛・原油の産出も行う他、採掘跡地や旧堆積場から出る排水処理も並行して行われている。